# Barbus microbarbis
Barbus microbarbis és una espècie extinta de peix de la família dels ciprínids i de l'ordre dels cipriniformes.

## Morfologia
Els mascles podien assolir els 27 cm de longitud total.

## Distribució geogràfica
Es trobava a Àfrica: llac Luhondo (Ruanda).